# Gare de Habsheim
Gare de Habsheim – przystanek kolejowy w Habsheim, w departamencie Górny Ren, w regionie Grand Est, we Francji. Jest zarządzany przez SNCF (budynek dworca) i RFF (infrastruktura).
Został otwarty w 1840 przez Compagnie du chemin de fer de Strasbourg à Bâle. Obsługiwany jest przez pociągi TER Alsace.

## Położenie
Znajduje się na linii Strasburg – Bazylea, na km 115,211, między stacjami Rixheim i Sierentz, na wysokości 241 m n.p.m.

## Linie kolejowe
- Strasburg – Bazylea